# 辻よしなり
辻 よしなり（つじ よしなり、1961年3月29日 - ）は、日本のフリーアナウンサー、タレント。元テレビ朝日アナウンサー。本名：辻 義就（読み同じ）。埼玉県岩槻市（現在のさいたま市岩槻区）出身。株式会社Thanksと提携。個人事務所は有限会社ツジプランニングオフィス。血液型はA型。

## 略歴
城北高等学校、慶應義塾大学法学部政治学科卒業。1983年、アナウンサーとしてテレビ朝日（全国朝日放送）に入社。報道番組（『早起き一番 天気&ニュース』『おはようテレビ朝日』『スポーツフロンティア』『フロンティア』）から情報・バラエティ番組（『トゥナイト2』『タモリ倶楽部』『炎のチャレンジャー』）、さらにスポーツ番組（プロレス、プロ野球など）までさまざまな分野の番組を担当する。その中でもプロレス中継『ワールドプロレスリング』にて数々の実況を担当し、番組を盛り上げた。
2000年10月に同社退社。同年、有限会社ツジ・プランニング・オフィス (TPO) を設立。これに伴い名前を本名「義就」から「よしなり」に改め、フリーアナウンサーとしてテレビ・ラジオ番組で活動している。自身の個人事務所ツジプランニングオフィスに併行して、2010年8月よりマネージメントをサンズエンタテインメントに委託している。
テレビ朝日退社後も『やじうまプラス土曜版』の総合司会や『ワールドプロレスリング』など、テレビ朝日の仕事をしばらく続けていた。
2002年頃、短期間ではあるが、CS放送「FIGHTING TV サムライ」において「ZERO-ONE」中継の実況を行っていた。
バラエティ番組での仕事が多いが、2005年8月4日にビッグマウス主催のプロレスイベント「ファンタジーファイトWRESTLE-1」で約1年ぶりに、2007年6月29日のイノキ・ゲノム・フェデレーション旗揚げ戦では、約2年ぶりにプロレス実況を担当した。
プロレス好きの桑田佳祐とは親交が深い。サザンオールスターズのライブでは桑田の依頼でオープニングアナウンスを何度か務めており、プロレス実況の如く名文句でメンバーを紹介する。プライベートでも、家族ぐるみの交友があるという。
私生活では離婚歴があり、46歳のときに元客室乗務員の女性（当時41歳）と再婚した。
2008年、富士スピードウェイで行われた『F1日本グランプリ』の実況を務めた。
テレビ東京の『朝は楽しく!』ではメイン司会として、文化放送『辻よしなり ラジオグラフィティ』ではパーソナリティとして活躍。実況とともに、司会者として確立。
2010年、寛仁親王牌決勝戦中継（テレビ東京系）にて、初の競輪実況を担当（BSジャパンではテレビ東京制作のものとは別内容で群馬テレビ制作のものを放送していた）。実況するにあたり、元RFラジオ日本アナの樋口忠正から手ほどきを受けた。
NHK総合、NHK BS-1で放送された「エアレース世界選手権」では実況や海外からの現地レポータ―を務めた。
現在でもプロレス関連の番組・イベントへの出演が多い。
日本RV協会の「キャンピングカー応援団長」を務め、自身もキャンピングカーを所持している。
大の愛犬家でもあって、趣味は、キャンピングカーでの愛犬との旅行やゴルフ、サーフィン・マウンテンバイクだという。

## プロレスに関するエピソード
- ワールドプロレスリングでは、古舘伊知郎降板後のメイン実況を担当。当初は事あるごとに古舘と比較され、視聴者の評判も悪く非常に悩んだという。しかし徐々に彼の実況スタイルが視聴者に受け入れられ、1970年代の舟橋慶一、1980年代の古舘と並ぶ、1990年代を代表する実況アナとなった。
- 特に強く感情を込める実況が特徴的。先輩アナウンサーである古舘の実況スタイルを模倣していると言われている。
- 「古舘さんにアントニオ猪木がいたように、私には長州力がいたんです」と語るなど長州力を尊敬し、彼についての著書がある。2019年6月26日、「POWER HALL2019（後楽園ホール）」メインイベントの長州力引退試合では、生中継したFIGHTING TV サムライにて実況を行なった。
- ワールドプロレスリングで実況を務めた期間は、新日本プロレスと密接な関係性とも言え、数々の名文句を残した。マサ斎藤を「獄門鬼」「戦うネロンガ」、橋本を「破壊天子」「爆殺シューター」、蝶野を「熱血バタフライ宣言」「極悪バタフライ」、武藤敬司を「プロレスファンタジー」「セクシャルターザン」「Sir.promenade」「ときめきのバージンレッド」、野上彰を「ムササビ殺法」、越中詩郎を「戦う白袴」「ド演歌ファイター」「ダイヤモンドより堅い尻」、大谷晋二郎の得意技「スワンダイブ」、小島聡の「日本一のラリアッター」「コジマカッター」（後に「コジコジカッター」で現在も定着）、高岩竜一の得意技「餅つき式パワーボム（エンドレスパワーボム）」、佐々木健介の「マッスルエリート」「マッスルボルケーノ」、などのネーミングは辻のオリジナルによるもの。
- 2023年2月21日、プロレスリング・ノア東京ドーム大会にて武藤敬司vs蝶野正洋の実況を急遽行った。

## 語録
- 毎日が革命アニバーサリー 長州力!
- 不世出のスペシャルスーパースター アントニオ猪木!
- 一人ジュラシックパーク スコット・ノートン!
- 闘うパイオニア戦士 剛竜馬!（1993年に不意に新日リングに“里帰り”し藤波と一騎討ちを敢行した時には「戦うカバ」と命名）
- ど演歌ファイター 越中詩郎!
- 闘う中間管理職 佐々木健介!
- 後藤達俊・人生バックドロップ
- リング上の殺虫剤 DDT！
- 私の頭が破裂してもいいんです破裂しそうです!（1993年1月4日夢の天龍VS長州戦を前に）
- バックドロップ! 岩石落とし! ひねりが効いた! 120%!（1995年10月9日の長州VS安生洋二戦での長州のバックドロップに対し）
- ダイビング・ボディ・プレスなどをして避けられた時「無人島に着陸してしまった!」
- 夏なのに真夏なのに雪崩式ブレーンバスター
- 夏の代名詞だ！　海と火山とそして長州力の汗！
- まるで、かつての自分を見ているかのように！（造反した越中に蠍固めを決める時に）

## 出演番組

### テレビ
- DJモノフェスタ（フジテレビ・深夜不定期）（通販DJから番組名変更）メインMC
- エンタメコロシアム（TBS）ナビゲーター
- 大!天才てれびくん (NHK教育）水曜日レギュラー
- ネプリーグ（フジテレビ）
- ダウンタウンのガキの使いやあらへんで!!年末スペシャル（日本テレビ）
- 出没!アド街ック天国 / 弘明寺（テレビ東京）
- 志村けんと行く!勝手にドッキリ感動旅!（テレビ東京）
- TokYo,Boy（TOKYO MX）
- にっぽん釣りの旅（NHK BSプレミアム・不定期）ナレーション（釣人としても不定期で出演）
- エアレース世界選手権（NHK総合、NHK BS-1）
- クイズ脳ベルshow（BSフジ）
- ハーフタイムツアーズ（テレビ東京）
- 夢一番星 宝くじ（BS-TBS)
- ドラマ「大恋愛〜僕を忘れる君と」（TBSテレビ）
- ドラマ「俺の家の話」（TBSテレビ）
- それSnow Manにやらせて下さい（TBSテレビ、2025年4月4日）- チュチュバスターズ実況

### ラジオ
- 辻よしなりのプロレスの勝ち!（TBSラジオ、2001年12月 - 2002年3月）
- 激落ちくんのレック presents プロレスの勝ち！neo（金曜日21時〜21時30分） - TBSラジオ）
- 奈美悦子・辻よしなりのちなみに?（TBSラジオ）
- 辻よしなりの「週末アソビナビ」（TBSラジオ）
- 大沢悠里のゆうゆうワイド（TBSラジオ） - 大沢の中国出張（阪急交通社ツアーへの同行）に伴い、ピンチヒッターMC（2010年6月28日 - 30日）
- 辻よしなり・保科有里の歌が聴きたい（TBSラジオ、2015年3月30日 - 2016年9月25日）
- 徳光和夫 とくモリ！歌謡サタデー　- ゲスト（ニッポン放送　2017年3月18日）
- レックpresents「プロレスの勝ち! neo」 メインパーソナリティ（TBSラジオ）

### ウェブテレビ
- 亀田興毅に勝ったら1000万円（2017年5月7日、AbemaTV） - 実況[2]

### 映画
- LADY PLASTIC（2001年、ハマーズ） - 実況アナウンサー 役[3]
- タイガーマスク（2013年、アークエンタテインメント）- 実況アナウンサー 役
- デルシネ「エル・シュリケンvs新昆虫デスキート」(2016年10月15日京都国際映画祭・2017年4月23日沖縄国際映画祭、他上映）[4] - アナウンサー 役

### 出演CM
- アサカワホーム
- 液体ムヒ（池田模範堂）
- ペッパーチーズ ダブルマック（日本マクドナルド）
- パチンコ CR松浦亜弥（フィールズ）
- Cook Do飯店 炒飯（味の素）
- ハズキルーペ
- サントリーセサミンEX
- サントリーロコモア
- トーカ堂テレビショッピング

### ゲーム
- 実況パワープロレスリング'96 マックスボルテージ（コナミ、プロレスゲーム、試合の実況担当）
- キングオブコロシアム（プロレスゲーム、試合の実況担当）
- ギャロップレーサー8 ライヴホースレーシング（テクモ、ゲーム内実況音声、CMナレーションも担当）
- 実況パワフルプロ野球9（コナミ、ゲーム内実況音声を担当、クレジットなし）
- ウッチャンナンチャンの炎のチャレンジャー電流イライラ棒（ハドソン、ゲーム内実況音声を担当）
- アントニオ猪木という名のパチンコ機（平和、パチンコ機）
- 燃える闘魂アントニオ猪木（平和、パチンコ機）
- 新日本プロレスまでもがパチスロ機（平和、パチスロ機、ゲーム内実況等音声）
- 革命戦士長州力（トリビー、パチスロ機）
- アントニオ猪木も燃えるパチスロ機（平和BROS、パチスロ機）
- 闘魂継承アントニオ猪木という名のパチスロ機（オリンピア、パチスロ機）

### イベント
- 神宮外苑花火大会（神宮球場総合司会）
- チビリンピック（総合司会）
- ジャンボ宝くじ（抽せん会総合司会）
- サントリードリームマッチ2019（司会・実況）

### 過去に出演した番組

#### テレビ
報道・情報番組（フリー後も含めて）
| 期間                | 期間                | 番組名                                        | 役職                     | 備考                                                                                                   |
| ------------------- | ------------------- | --------------------------------------------- | ------------------------ | --- |
| 1984年4月           | 1985年9月           | おはようテレビ朝日（テレビ朝日）              | 司会                     | 同局アナウンサーとして出演                                                                             |
| 1992年4月           | 1993年3月           | スポーツフロンティア（テレビ朝日）            | サブキャスター           | 同局アナウンサーとして出演                                                                             |
| 1998年10月1999年4月 | 1998年12月2002年6月 | やじうまワイド（テレビ朝日）                  | 土曜版スポーツキャスター | 上記の各番組と同様、同局アナウンサーとして出演していたが、同局退社後の2000年10月以降もフリーとして出演 |
| 2002年7月           | 2004年3月           | やじうまプラス（テレビ朝日）                  | 土曜版総合司会           | いずれも番組担当当時は、フリーとして出演                                                               |
| 2004年4月           | 2006年9月           | 朝は楽しく!スマイルサプリメント（テレビ東京） | 司会                     | いずれも番組担当当時は、フリーとして出演                                                               |

その他（フリー後も含めて）
- ワールドプロレスリング（実況、テレビ朝日）
- スーパーベースボール（ゴールデンナイター・パワーアップナイター、テレビ朝日）
- 行列のできる法律相談所（日本テレビ）
- おとなの学力検定スペシャル小学校教科書クイズ!（日本テレビ）
- オジサンズ11（準レギュラー、日本テレビ）
- 大相撲ダイジェスト（実況、テレビ朝日）
- 輝け!第22回日本歌謡大賞（ナレーター、テレビ朝日）
- ウッチャンナンチャンの炎のチャレンジャーこれができたら100万円!!（実況、テレビ朝日）
- ガラスの仮面2 最終話（テレビ朝日、1998年6月29日）
- とんねるずの生でダラダラいかせて!!（日本テレビ）
- TVチャンピオン（テレビ東京）
- TVチャンピオン2（テレビ東京）
- 全日本GT選手権 / SUPER GT（Jスポーツ、2001年 - 2006年）
- ワンダフル（月極ワンダフル「IQ BATTLE」実況、TBS、2001年12月）
- 実況格闘（フジテレビ、2003年9月24日）
- 踊る!さんま御殿!!（日本テレビ）
- ネプリーグ芸能界常識王決定戦（フジテレビ、2011年1月10日）
- マッスルガール! 最終話（実況、毎日放送）
- $1銀玉打闘会（サンテレビ）MC
- 全国高等学校クイズ選手権（日本テレビ）第33回・全国大会タイステージMC
- レッドブル・エアレース・ワールドシリーズ（NHK BS1） 日本語版実況（2015年）、リポーター（2016年 - 2018年）
- それSnow Manにやらせて下さい（海上保安学校ボート競争の実況、TBS、2023年6月30日）

#### ラジオ
- 辻よしなりのサタデーミックスでじたぶる（LFX488、2001年12月 - 2002年3月）
- 辻よしなりのプロレスの勝ち!（TBSラジオ、2001年12月 - 2002年3月）
- 辻よしなり ラジオグラフィティ（文化放送、2002年10月 - 2006年3月）

## 書籍

### 単著
- 『反骨イズム―長州力の光と影』（1997年12月1日、アミューズブックス）ISBN 978-4906613274
- 『プロレス裏実況』（2001年8月1日、アスキー）ISBN 978-4756138903
- 『就職氷河期でも大丈夫!!女子アナ絶対就活力―あの女子アナはナゼ採用されたのか?』（2008年12月1日、ゴマブックス）ISBN 978-4777111954

### 共著
- 蝶野正洋『GRAY ZONE―不透明な時代のおまえたちへ』（1999年12月1日、アミューズブックス）ISBN 978-4906613373